# Canariomys
Canariomys var ett släkte gnagare i familjen råttdjur med två arter som levde på Kanarieöarna.
Canariomys tamarani förekom på Gran Canaria och dog ut för cirka 2000 år sedan. Canariomys bravoi levde på Teneriffa. De flesta fossil av den sistnämnda arten dateras till pliocen och de yngsta finns från tidig pleistocen. Arterna liknade i tanduppsättningen och några andra kännetecken släktet gräsråttor (Arvicanthis) som lever på det afrikanska fastlandet i närheten. Huvudet av båda arter var däremot dubbelt stor jämförd med huvudet av en annan utdöd gnagare från Kanarieöarna, Malpaisomys insularis. De nådde en vikt omkring ett kilogram, var allätare och vistades troligen främst på marken.
C. bravoi dog ut innan människan kom till Teneriffa och för C. tamarani är oklart om människan var ansvarig för artens försvinnande.